# 阿拉弗拉海
阿拉弗拉海是太平洋在澳大利亚和新几内亚之间的大陆棚上的分支，其东面是托列斯海峡和珊瑚海，南面是卡奔塔利亞灣，西面是帝汶海，西北面则是班达海和塞兰海。阿拉弗拉海长1290公里，阔560公里，深度大约50至80公尺。由於位处热带地区，阿拉弗拉海是热带气旋的孕育地。